# 2024-es IIHF divízió I-es jégkorong-világbajnokság
A 2024-es IIHF divízió I-es jégkorong-világbajnokság A csoportjának mérkőzéseit Bolzanóban, Olaszországban rendezték április 28. és május 4. között. A B csoport mérkőzéseit Vilniusban, Litvániábanban rendezték április 27. és május 3. között.

## A csoport

### Résztvevők
| Csapat       | Kvalifikáció                                                      |
| ------------ | ----------------------------------------------------------------- |
| Magyarország | A 2023-as IIHF jégkorong-világbajnokság 15. helyezettje, kiesett. |
| Szlovénia    | A 2023-as IIHF jégkorong-világbajnokság 16. helyezettje, kiesett. |
| Olaszország  | Rendező, a 2023-as divízió I/A 3. helyezettje.                    |
| Dél-Korea    | A 2023-as divízió I/A 4. helyezettje.                             |
| Románia      | a 2023-as divízió I/A 5. helyezettje.                             |
| Japán        | A 2023-as divízió I/B 1. helyezettje, feljutott.                  |

### Tabella
| Hely. | Csapat          | M | Gy | HGy | HV | V | G+ | G– | Gk  | P  | Feljutás vagy kiesés     |
| ----- | --------------- | - | -- | --- | -- | - | -- | -- | --- | -- | ------------------------ |
| 1.    | Magyarország    | 5 | 3  | 1   | 0  | 1 | 15 | 8  | +7  | 11 | Feljutott a főcsoportba  |
| 2.    | Szlovénia       | 5 | 3  | 0   | 0  | 2 | 14 | 8  | +6  | 9  | Feljutott a főcsoportba  |
| 3.    | Olaszország (R) | 5 | 2  | 1   | 1  | 1 | 20 | 10 | +10 | 9  |                          |
| 4.    | Románia         | 5 | 3  | 0   | 0  | 2 | 11 | 17 | −6  | 9  |                          |
| 5.    | Japán           | 5 | 1  | 0   | 1  | 3 | 11 | 17 | −6  | 4  |                          |
| 6.    | Dél-Korea       | 5 | 1  | 0   | 0  | 4 | 12 | 23 | −11 | 3  | Kiesett a divízió I B-be |

1. 1 2 3  Szlovénia 6 pont, Olaszország 3 pont, Románia 0 pont.

### Mérkőzések
A mérkőzések kezdési időpontjai helyi idő szerint (UTC+2) értendők.
| 2024. április 28. 12:30 | Dél-Korea | 4–2 (2–1, 0–1, 2–0) | Szlovénia | Sparkasse Arena, Bolzano Nézőszám: 283 |

| Jegyzőkönyv | Jegyzőkönyv    | Jegyzőkönyv                        | Jegyzőkönyv     | Jegyzőkönyv                                                                      |
| --- | -------------- | ---------------------------------- | --------------- | -------------------------------------------------------------------------------- |
| | Lee Yeon-seung | Kapusok                            | Matija Pintarič | Játékvezetők: Sean Fernandez Mike Langin Vonalbírók: Knut Bråten Patrick Laguzov |
| \| \| 0–1 \| 03:34 – Sabolič (Tomaževič, Čepon) \| \| Kong (Kim Sang-w., Lee D.) – 15:43 \| 1–1 \| \| \| Shin (Ahn, Lee Y.) – 16:48 \| 2–1 \| \| \| \| 2–2 \| 22:25 – Sodja (Beričič, Magovac) \| \| Lee C. (Nam, Lee Y.) (PP) – 48:17 \| 3–2 \| \| \| Kim Sang-y. (Kim Si.) – 55:15 \| 4–2 \| \| |                |                                    |                 | Játékvezetők: Sean Fernandez Mike Langin Vonalbírók: Knut Bråten Patrick Laguzov |
| 2 perc | Büntetések     | 4 perc                             |                 | Játékvezetők: Sean Fernandez Mike Langin Vonalbírók: Knut Bråten Patrick Laguzov |
| 25 | Lövések        | 32                                 |                 | Játékvezetők: Sean Fernandez Mike Langin Vonalbírók: Knut Bråten Patrick Laguzov |
| | 0–1            | 03:34 – Sabolič (Tomaževič, Čepon) |                 | Játékvezetők: Sean Fernandez Mike Langin Vonalbírók: Knut Bråten Patrick Laguzov |
| Kong (Kim Sang-w., Lee D.) – 15:43 | 1–1            |                                    |                 | Játékvezetők: Sean Fernandez Mike Langin Vonalbírók: Knut Bråten Patrick Laguzov |
| Shin (Ahn, Lee Y.) – 16:48 | 2–1            |                                    |                 | Játékvezetők: Sean Fernandez Mike Langin Vonalbírók: Knut Bråten Patrick Laguzov |
| | 2–2            | 22:25 – Sodja (Beričič, Magovac)   |                 |                                                                                  |
| Lee C. (Nam, Lee Y.) (PP) – 48:17 | 3–2            |                                    |                 |                                                                                  |
| Kim Sang-y. (Kim Si.) – 55:15 | 4–2            |                                    |                 |                                                                                  |

| 2024. április 28. 16:00 | Japán | 1–3 (0–1, 0–0, 1–2) | Magyarország | Sparkasse Arena, Bolzano Nézőszám: 2052 |

| Jegyzőkönyv | Jegyzőkönyv   | Jegyzőkönyv                         | Jegyzőkönyv  | Jegyzőkönyv                                                                      |
| --- | ------------- | ----------------------------------- | ------------ | -------------------------------------------------------------------------------- |
| | Yuta Narisawa | Kapusok                             | Bálizs Bence | Játékvezetők: Uldis Bušs Mads Frandsen Vonalbírók: Daniel Beresford Gašper Zgonc |
| \| \| 0–1 \| 07:57 – Varga (Szabó, Hári) \| \| \| 0–2 \| 41:58 – Terbócs (Németh, Ortenszky) \| \| Nakajima (Hitosato, Yoneyama) (PP) – 46:52 \| 1–2 \| \| \| \| 1–3 \| 59:12 – Hári (Galló, Nilsson) (EN) \| |               |                                     |              | Játékvezetők: Uldis Bušs Mads Frandsen Vonalbírók: Daniel Beresford Gašper Zgonc |
| 6 perc | Büntetések    | 10 perc                             |              | Játékvezetők: Uldis Bušs Mads Frandsen Vonalbírók: Daniel Beresford Gašper Zgonc |
| 31 | Lövések       | 19                                  |              | Játékvezetők: Uldis Bušs Mads Frandsen Vonalbírók: Daniel Beresford Gašper Zgonc |
| | 0–1           | 07:57 – Varga (Szabó, Hári)         |              | Játékvezetők: Uldis Bušs Mads Frandsen Vonalbírók: Daniel Beresford Gašper Zgonc |
| | 0–2           | 41:58 – Terbócs (Németh, Ortenszky) |              | Játékvezetők: Uldis Bušs Mads Frandsen Vonalbírók: Daniel Beresford Gašper Zgonc |
| Nakajima (Hitosato, Yoneyama) (PP) – 46:52 | 1–2           |                                     |              | Játékvezetők: Uldis Bušs Mads Frandsen Vonalbírók: Daniel Beresford Gašper Zgonc |
| | 1–3           | 59:12 – Hári (Galló, Nilsson) (EN)  |              |                                                                                  |

| 2024. április 28. 19:30 | Románia | 1–6 (0–2, 1–2, 0–2) | Olaszország | Sparkasse Arena, Bolzano Nézőszám: 3011 |

| Jegyzőkönyv | Jegyzőkönyv | Jegyzőkönyv                           | Jegyzőkönyv     | Jegyzőkönyv                                                                                |
| --- | ----------- | ------------------------------------- | --------------- | ------------------------------------------------------------------------------------------ |
| | Tőke Zoltán | Kapusok                               | Andreas Bernard | Játékvezetők: Geoffrey Barcelo Benjamin Hoppe Vonalbírók: Clément Goncalves Tommi Niittyla |
| \| \| 0–1 \| 17:03 – Salinitri (Trivellato, Seed) \| \| \| 0–2 \| 19:46 – Catenacci (Salinitri, Gazley) \| \| Részegh 26:15 \| 1–2 \| \| \| \| 1–3 \| 35:27 – Frank \| \| \| 1–4 \| 38:50 – Salinitri (Frigo) (PP) \| \| \| 1–5 \| 47:44 – Marchetti \| \| \| 1–6 \| 51:27 – Kostner (Marchetti) \| |             |                                       |                 | Játékvezetők: Geoffrey Barcelo Benjamin Hoppe Vonalbírók: Clément Goncalves Tommi Niittyla |
| 8 perc | Büntetések  | 2 perc                                |                 | Játékvezetők: Geoffrey Barcelo Benjamin Hoppe Vonalbírók: Clément Goncalves Tommi Niittyla |
| 20 | Lövések     | 55                                    |                 | Játékvezetők: Geoffrey Barcelo Benjamin Hoppe Vonalbírók: Clément Goncalves Tommi Niittyla |
| | 0–1         | 17:03 – Salinitri (Trivellato, Seed)  |                 | Játékvezetők: Geoffrey Barcelo Benjamin Hoppe Vonalbírók: Clément Goncalves Tommi Niittyla |
| | 0–2         | 19:46 – Catenacci (Salinitri, Gazley) |                 | Játékvezetők: Geoffrey Barcelo Benjamin Hoppe Vonalbírók: Clément Goncalves Tommi Niittyla |
| Részegh 26:15 | 1–2         |                                       |                 | Játékvezetők: Geoffrey Barcelo Benjamin Hoppe Vonalbírók: Clément Goncalves Tommi Niittyla |
| | 1–3         | 35:27 – Frank                         |                 |                                                                                            |
| | 1–4         | 38:50 – Salinitri (Frigo) (PP)        |                 |                                                                                            |
| | 1–5         | 47:44 – Marchetti                     |                 |                                                                                            |
| | 1–6         | 51:27 – Kostner (Marchetti)           |                 |                                                                                            |

| 2024. április 30. 12:30 | Szlovénia | 6–1 (1–1, 3–0, 2–0) | Románia | Sparkasse Arena, Bolzano Nézőszám: 1304 |

| Jegyzőkönyv | Jegyzőkönyv    | Jegyzőkönyv                      | Jegyzőkönyv    | Jegyzőkönyv                                                                   |
| --- | -------------- | -------------------------------- | -------------- | ----------------------------------------------------------------------------- |
| | Gašper Krošelj | Kapusok                          | Adorján Attila | Játékvezetők: Uldis Bušs Peter Staňo Vonalbírók: Knut Bråten Davide Mantovani |
| \| \| 0–1 \| 03:40 – Zagidullin (Salló, Bors) \| \| Bohinc (Tomaževič, Macuh) – 15:43 \| 1–1 \| \| \| Tičar (Sabolič) – 20:39 \| 2–1 \| \| \| Török (Sabolič, Podlipnik) (PP) – 36:36 \| 3–1 \| \| \| Mahkovec (Podlipnik, Beričič) – 37:47 \| 4–1 \| \| \| Mahkovec (Crnovič, Ćosić) – 46:35 \| 5–1 \| \| \| Tičar (Sabolič, Podlipnik) (PP) – 48:08 \| 6–1 \| \| |                |                                  |                | Játékvezetők: Uldis Bušs Peter Staňo Vonalbírók: Knut Bråten Davide Mantovani |
| 10 perc | Büntetések     | 12 perc                          |                | Játékvezetők: Uldis Bušs Peter Staňo Vonalbírók: Knut Bråten Davide Mantovani |
| 47 | Lövések        | 10                               |                | Játékvezetők: Uldis Bušs Peter Staňo Vonalbírók: Knut Bråten Davide Mantovani |
| | 0–1            | 03:40 – Zagidullin (Salló, Bors) |                | Játékvezetők: Uldis Bušs Peter Staňo Vonalbírók: Knut Bråten Davide Mantovani |
| Bohinc (Tomaževič, Macuh) – 15:43 | 1–1            |                                  |                | Játékvezetők: Uldis Bušs Peter Staňo Vonalbírók: Knut Bråten Davide Mantovani |
| Tičar (Sabolič) – 20:39 | 2–1            |                                  |                | Játékvezetők: Uldis Bušs Peter Staňo Vonalbírók: Knut Bråten Davide Mantovani |
| Török (Sabolič, Podlipnik) (PP) – 36:36 | 3–1            |                                  |                |                                                                               |
| Mahkovec (Podlipnik, Beričič) – 37:47 | 4–1            |                                  |                |                                                                               |
| Mahkovec (Crnovič, Ćosić) – 46:35 | 5–1            |                                  |                |                                                                               |
| Tičar (Sabolič, Podlipnik) (PP) – 48:08 | 6–1            |                                  |                |                                                                               |

| 2024. április 30. 16:00 | Magyarország | 6–2 (2–1, 4–0, 0–1) | Dél-Korea | Sparkasse Arena, Bolzano Nézőszám: 1450 |

| Jegyzőkönyv | Jegyzőkönyv  | Jegyzőkönyv                              | Jegyzőkönyv               | Jegyzőkönyv                                                                        |
| --- | ------------ | ---------------------------------------- | ------------------------- | ---------------------------------------------------------------------------------- |
| | Bálizs Bence | Kapusok                                  | Jung Ho-ha Lee Yeon-seung | Játékvezetők: Mads Frandsen Milan Zrnić Vonalbírók: Patrick Laguzov Tommi Niittyla |
| \| \| 0–1 \| 01:28 – Lee Y. (Shin, Lee S.) \| \| Erdély (Papp, Kiss) – 13:35 \| 1–1 \| \| \| Sofron (Varga, Szabó) – 16:40 \| 2–1 \| \| \| Stipsicz (Sofron, Hári) (PP) – 24:25 \| 3–1 \| \| \| Sebők (Nilsson, Szabó) – 27:31 \| 4–1 \| \| \| Mihály (Ortenszky, Terbócs) – 28:07 \| 5–1 \| \| \| Erdély (Papp, Sebők) – 30:13 \| 6–1 \| \| \| \| 6–2 \| 48:31 – Shin (Kim Si., Kim Sang-w.) (PP) \| |              |                                          |                           | Játékvezetők: Mads Frandsen Milan Zrnić Vonalbírók: Patrick Laguzov Tommi Niittyla |
| 31 perc | Büntetések   | 35 perc                                  |                           | Játékvezetők: Mads Frandsen Milan Zrnić Vonalbírók: Patrick Laguzov Tommi Niittyla |
| 31 | Lövések      | 33                                       |                           | Játékvezetők: Mads Frandsen Milan Zrnić Vonalbírók: Patrick Laguzov Tommi Niittyla |
| | 0–1          | 01:28 – Lee Y. (Shin, Lee S.)            |                           | Játékvezetők: Mads Frandsen Milan Zrnić Vonalbírók: Patrick Laguzov Tommi Niittyla |
| Erdély (Papp, Kiss) – 13:35 | 1–1          |                                          |                           | Játékvezetők: Mads Frandsen Milan Zrnić Vonalbírók: Patrick Laguzov Tommi Niittyla |
| Sofron (Varga, Szabó) – 16:40 | 2–1          |                                          |                           | Játékvezetők: Mads Frandsen Milan Zrnić Vonalbírók: Patrick Laguzov Tommi Niittyla |
| Stipsicz (Sofron, Hári) (PP) – 24:25 | 3–1          |                                          |                           |                                                                                    |
| Sebők (Nilsson, Szabó) – 27:31 | 4–1          |                                          |                           |                                                                                    |
| Mihály (Ortenszky, Terbócs) – 28:07 | 5–1          |                                          |                           |                                                                                    |
| Erdély (Papp, Sebők) – 30:13 | 6–1          |                                          |                           |                                                                                    |
| | 6–2          | 48:31 – Shin (Kim Si., Kim Sang-w.) (PP) |                           |                                                                                    |

| 2024. április 30. 19:30 | Olaszország | 4–3 (h.u.) (0–0, 2–2, 1–1) | Japán | Sparkasse Arena, Bolzano Nézőszám: 3437 |

| Jegyzőkönyv | Jegyzőkönyv  | Jegyzőkönyv                         | Jegyzőkönyv   | Jegyzőkönyv                                                                                  |
| --- | ------------ | ----------------------------------- | ------------- | -------------------------------------------------------------------------------------------- |
| | Damian Clara | Kapusok                             | Yuta Narisawa | Játékvezetők: Geoffrey Barcelo Sean Fernandez Vonalbírók: Daniel Beresford Clément Goncalves |
| \| Gazley (Catenacci, Salinitri) – 23:59 \| 1–0 \| \| \| Kostner (de Luca, Gazley) – 29:48 \| 2–0 \| \| \| \| 2–1 \| 31:19 – Sato Y. (Nakajima, Hanzawa) \| \| \| 2–2 \| 34:38 – Sato K. (Ikirura, Isogai) \| \| \| 2–3 \| 52:55 – Yoneyama (Ikirura, Isogai) \| \| Larkin (Spornberger, Marchetti) – 56:19 \| 3–3 \| \| \| Frigo (Mantenuto) – 60:05 \| 4–3 \| \| |              |                                     |               | Játékvezetők: Geoffrey Barcelo Sean Fernandez Vonalbírók: Daniel Beresford Clément Goncalves |
| 6 perc | Büntetések   | 8 perc                              |               | Játékvezetők: Geoffrey Barcelo Sean Fernandez Vonalbírók: Daniel Beresford Clément Goncalves |
| 35 | Lövések      | 19                                  |               | Játékvezetők: Geoffrey Barcelo Sean Fernandez Vonalbírók: Daniel Beresford Clément Goncalves |
| Gazley (Catenacci, Salinitri) – 23:59 | 1–0          |                                     |               | Játékvezetők: Geoffrey Barcelo Sean Fernandez Vonalbírók: Daniel Beresford Clément Goncalves |
| Kostner (de Luca, Gazley) – 29:48 | 2–0          |                                     |               | Játékvezetők: Geoffrey Barcelo Sean Fernandez Vonalbírók: Daniel Beresford Clément Goncalves |
| | 2–1          | 31:19 – Sato Y. (Nakajima, Hanzawa) |               | Játékvezetők: Geoffrey Barcelo Sean Fernandez Vonalbírók: Daniel Beresford Clément Goncalves |
| | 2–2          | 34:38 – Sato K. (Ikirura, Isogai)   |               |                                                                                              |
| | 2–3          | 52:55 – Yoneyama (Ikirura, Isogai)  |               |                                                                                              |
| Larkin (Spornberger, Marchetti) – 56:19 | 3–3          |                                     |               |                                                                                              |
| Frigo (Mantenuto) – 60:05 | 4–3          |                                     |               |                                                                                              |

| 2024. május 1. 12:30 | Magyarország | 1–2 (0–0, 0–0, 1–2) | Románia | Sparkasse Arena, Bolzano Nézőszám: 2212 |

| Jegyzőkönyv | Jegyzőkönyv  | Jegyzőkönyv                                   | Jegyzőkönyv | Jegyzőkönyv                                                                        |
| --- | ------------ | --------------------------------------------- | ----------- | ---------------------------------------------------------------------------------- |
| | Bálizs Bence | Kapusok                                       | Tőke Zoltán | Játékvezetők: Benjamin Hoppe Milan Zrnić Vonalbírók: Davide Mantovani Gašper Zgonc |
| \| \| 0–1 \| 49:29 – Péter \| \| Hári (Hadobás, Stipsicz) – 55:40 \| 1–1 \| \| \| \| 1–2 \| 59:09 – Sándor-Székely (Gliga, Ferencz-Csibi) \| |              |                                               |             | Játékvezetők: Benjamin Hoppe Milan Zrnić Vonalbírók: Davide Mantovani Gašper Zgonc |
| 2 perc | Büntetések   | 4 perc                                        |             | Játékvezetők: Benjamin Hoppe Milan Zrnić Vonalbírók: Davide Mantovani Gašper Zgonc |
| 32 | Lövések      | 19                                            |             | Játékvezetők: Benjamin Hoppe Milan Zrnić Vonalbírók: Davide Mantovani Gašper Zgonc |
| | 0–1          | 49:29 – Péter                                 |             | Játékvezetők: Benjamin Hoppe Milan Zrnić Vonalbírók: Davide Mantovani Gašper Zgonc |
| Hári (Hadobás, Stipsicz) – 55:40 | 1–1          |                                               |             | Játékvezetők: Benjamin Hoppe Milan Zrnić Vonalbírók: Davide Mantovani Gašper Zgonc |
| | 1–2          | 59:09 – Sándor-Székely (Gliga, Ferencz-Csibi) |             | Játékvezetők: Benjamin Hoppe Milan Zrnić Vonalbírók: Davide Mantovani Gašper Zgonc |

| 2024. május 1. 16:00 | Japán | 4–3 (0–1, 2–1, 2–1) | Dél-Korea | Sparkasse Arena, Bolzano Nézőszám: 1738 |

| Jegyzőkönyv | Jegyzőkönyv     | Jegyzőkönyv                          | Jegyzőkönyv    | Jegyzőkönyv                                                                       |
| --- | --------------- | ------------------------------------ | -------------- | --------------------------------------------------------------------------------- |
| | Yutaka Fukufuji | Kapusok                              | Lee Yeon-seung | Játékvezetők: Geoffrey Barcelo Mike Langin Vonalbírók: Knut Bråten Tommi Niittyla |
| \| \| 0–1 \| 15:25 – Jee (Kang, Lee C.) \| \| Lawlor (Y. Sato, Nakajima) – 21:42 \| 1–1 \| \| \| \| 1–2 \| 26:56 – Lee C. (Kang, Kim Sang-w.) \| \| Isogai (Yusei OtsuOtsu) – 36:59 \| 2–2 \| \| \| \| 2–3 \| 40:14 – Lee D. (Lee C., Kim Sang-w.) \| \| Y. Sato (Nakajima) – 51:40 \| 3–3 \| \| \| Isogai (K. Sato, Lawlor) – 53:03 \| 4–3 \| \| |                 |                                      |                | Játékvezetők: Geoffrey Barcelo Mike Langin Vonalbírók: Knut Bråten Tommi Niittyla |
| 4 perc | Büntetések      | 4 perc                               |                | Játékvezetők: Geoffrey Barcelo Mike Langin Vonalbírók: Knut Bråten Tommi Niittyla |
| 31 | Lövések         | 46                                   |                | Játékvezetők: Geoffrey Barcelo Mike Langin Vonalbírók: Knut Bråten Tommi Niittyla |
| | 0–1             | 15:25 – Jee (Kang, Lee C.)           |                | Játékvezetők: Geoffrey Barcelo Mike Langin Vonalbírók: Knut Bråten Tommi Niittyla |
| Lawlor (Y. Sato, Nakajima) – 21:42 | 1–1             |                                      |                | Játékvezetők: Geoffrey Barcelo Mike Langin Vonalbírók: Knut Bråten Tommi Niittyla |
| | 1–2             | 26:56 – Lee C. (Kang, Kim Sang-w.)   |                | Játékvezetők: Geoffrey Barcelo Mike Langin Vonalbírók: Knut Bråten Tommi Niittyla |
| Isogai (Yusei OtsuOtsu) – 36:59 | 2–2             |                                      |                |                                                                                   |
| | 2–3             | 40:14 – Lee D. (Lee C., Kim Sang-w.) |                |                                                                                   |
| Y. Sato (Nakajima) – 51:40 | 3–3             |                                      |                |                                                                                   |
| Isogai (K. Sato, Lawlor) – 53:03 | 4–3             |                                      |                |                                                                                   |

| 2024. május 1. 19:30 | Szlovénia | 2–0 (1–0, 0–0, 1–0) | Olaszország | Sparkasse Arena, Bolzano Nézőszám: 4238 |

| Jegyzőkönyv                                                                                       | Jegyzőkönyv    | Jegyzőkönyv | Jegyzőkönyv  | Jegyzőkönyv                                                                          |
| ------------------------------------------------------------------------------------------------- | -------------- | ----------- | ------------ | ------------------------------------------------------------------------------------ |
|                                                                                                   | Gašper Krošelj | Kapusok     | Damian Clara | Játékvezetők: Mads Frandsen Peter Staňo Vonalbírók: Daniel Beresford Patrick Laguzov |
| \| Tičar (Crnovič, Bohinc) – 15:52 \| 1–0 \| \| \| Kuralt (Tomaževič, Mašič) – 44:08 \| 2–0 \| \| |                |             |              | Játékvezetők: Mads Frandsen Peter Staňo Vonalbírók: Daniel Beresford Patrick Laguzov |
| 6 perc                                                                                            | Büntetések     | 2 perc      |              | Játékvezetők: Mads Frandsen Peter Staňo Vonalbírók: Daniel Beresford Patrick Laguzov |
| 25                                                                                                | Lövések        | 30          |              | Játékvezetők: Mads Frandsen Peter Staňo Vonalbírók: Daniel Beresford Patrick Laguzov |
| Tičar (Crnovič, Bohinc) – 15:52                                                                   | 1–0            |             |              | Játékvezetők: Mads Frandsen Peter Staňo Vonalbírók: Daniel Beresford Patrick Laguzov |
| Kuralt (Tomaževič, Mašič) – 44:08                                                                 | 2–0            |             |              | Játékvezetők: Mads Frandsen Peter Staňo Vonalbírók: Daniel Beresford Patrick Laguzov |

| 2024. május 3. 12:30 | Dél-Korea | 2–3 (0–1, 0–1, 2–1) | Románia | Sparkasse Arena, Bolzano Nézőszám: 252 |

| Jegyzőkönyv | Jegyzőkönyv    | Jegyzőkönyv                  | Jegyzőkönyv | Jegyzőkönyv                                                                            |
| --- | -------------- | ---------------------------- | ----------- | -------------------------------------------------------------------------------------- |
| | Lee Yeon-seung | Kapusok                      | Tőke Zoltán | Játékvezetők: Benjamin Hoppe Milan Zrnić Vonalbírók: Clément Goncalves Patrick Laguzov |
| \| \| 0–1 \| 14:38 – Gliga \| \| \| 0–2 \| 38:01 – Sándor-Székely \| \| Shin (Lee Y.) – 43:02 \| 1–2 \| \| \| Ahn (Lee Y., Nam) (PP) – 53:58 \| 2–2 \| \| \| \| 2–3 \| 55:31 – Péter (Részegh) (SH) \| |                |                              |             | Játékvezetők: Benjamin Hoppe Milan Zrnić Vonalbírók: Clément Goncalves Patrick Laguzov |
| 2 perc | Büntetések     | 8 perc                       |             | Játékvezetők: Benjamin Hoppe Milan Zrnić Vonalbírók: Clément Goncalves Patrick Laguzov |
| 14 | Lövések        | 28                           |             | Játékvezetők: Benjamin Hoppe Milan Zrnić Vonalbírók: Clément Goncalves Patrick Laguzov |
| | 0–1            | 14:38 – Gliga                |             | Játékvezetők: Benjamin Hoppe Milan Zrnić Vonalbírók: Clément Goncalves Patrick Laguzov |
| | 0–2            | 38:01 – Sándor-Székely       |             | Játékvezetők: Benjamin Hoppe Milan Zrnić Vonalbírók: Clément Goncalves Patrick Laguzov |
| Shin (Lee Y.) – 43:02 | 1–2            |                              |             | Játékvezetők: Benjamin Hoppe Milan Zrnić Vonalbírók: Clément Goncalves Patrick Laguzov |
| Ahn (Lee Y., Nam) (PP) – 53:58 | 2–2            |                              |             |                                                                                        |
| | 2–3            | 55:31 – Péter (Részegh) (SH) |             |                                                                                        |

| 2024. május 3. 16:00 | Szlovénia | 3–1 (2–0, 0–1, 1–0) | Japán | Sparkasse Arena, Bolzano Nézőszám: 1750 |

| Jegyzőkönyv | Jegyzőkönyv    | Jegyzőkönyv                             | Jegyzőkönyv   | Jegyzőkönyv                                                                         |
| --- | -------------- | --------------------------------------- | ------------- | ----------------------------------------------------------------------------------- |
| | Gašper Krošelj | Kapusok                                 | Yuta Narisawa | Játékvezetők: Uldis Bušs Sean Fernandez Vonalbírók: Davide Mantovani Tommi Niittylä |
| \| Mehle (Sodja) – 03:43 \| 1–0 \| \| \| Simšič (Drozg) – 12:40 \| 2–0 \| \| \| \| 2–1 \| 30:39 – S. Nakajima (K. Otsu, Yoneyama) \| \| Drozg (Macuh, Török) (PP) – 59:32 \| 3–1 \| \| |                |                                         |               | Játékvezetők: Uldis Bušs Sean Fernandez Vonalbírók: Davide Mantovani Tommi Niittylä |
| 6 perc | Büntetések     | 8 perc                                  |               | Játékvezetők: Uldis Bušs Sean Fernandez Vonalbírók: Davide Mantovani Tommi Niittylä |
| 31 | Lövések        | 31                                      |               | Játékvezetők: Uldis Bušs Sean Fernandez Vonalbírók: Davide Mantovani Tommi Niittylä |
| Mehle (Sodja) – 03:43 | 1–0            |                                         |               | Játékvezetők: Uldis Bušs Sean Fernandez Vonalbírók: Davide Mantovani Tommi Niittylä |
| Simšič (Drozg) – 12:40 | 2–0            |                                         |               | Játékvezetők: Uldis Bušs Sean Fernandez Vonalbírók: Davide Mantovani Tommi Niittylä |
| | 2–1            | 30:39 – S. Nakajima (K. Otsu, Yoneyama) |               | Játékvezetők: Uldis Bušs Sean Fernandez Vonalbírók: Davide Mantovani Tommi Niittylä |
| Drozg (Macuh, Török) (PP) – 59:32 | 3–1            |                                         |               |                                                                                     |

| 2024. május 3. 19:30 | Olaszország | 2–3 (h.u.) (0–0, 1–1, 1–1) (OT: 0–1) | Magyarország | Sparkasse Arena, Bolzano Nézőszám: 5394 |

| Jegyzőkönyv | Jegyzőkönyv  | Jegyzőkönyv                    | Jegyzőkönyv  | Jegyzőkönyv                                                                |
| --- | ------------ | ------------------------------ | ------------ | -------------------------------------------------------------------------- |
| | Damian Clara | Kapusok                        | Bálizs Bence | Játékvezetők: Mike Langin Peter Staňo Vonalbírók: Knut Bråten Gašper Zgonc |
| \| \| 0–1 \| 30:27 – Sofron (Varga) \| \| Pietroniro (Trivellato, De Luca) (PP) – 38:56 \| 1–1 \| \| \| \| 1–2 \| 42:35 – Mihály (Ortenszky) \| \| Frank (Mantenuto, Frigo) – 43:48 \| 2–2 \| \| \| \| 2–3 \| 63:54 – Varga (Hári, Stipsicz) \| |              |                                |              | Játékvezetők: Mike Langin Peter Staňo Vonalbírók: Knut Bråten Gašper Zgonc |
| 10 perc | Büntetések   | 16 perc                        |              | Játékvezetők: Mike Langin Peter Staňo Vonalbírók: Knut Bråten Gašper Zgonc |
| 41 | Lövések      | 21                             |              | Játékvezetők: Mike Langin Peter Staňo Vonalbírók: Knut Bråten Gašper Zgonc |
| | 0–1          | 30:27 – Sofron (Varga)         |              | Játékvezetők: Mike Langin Peter Staňo Vonalbírók: Knut Bråten Gašper Zgonc |
| Pietroniro (Trivellato, De Luca) (PP) – 38:56 | 1–1          |                                |              | Játékvezetők: Mike Langin Peter Staňo Vonalbírók: Knut Bråten Gašper Zgonc |
| | 1–2          | 42:35 – Mihály (Ortenszky)     |              | Játékvezetők: Mike Langin Peter Staňo Vonalbírók: Knut Bråten Gašper Zgonc |
| Frank (Mantenuto, Frigo) – 43:48 | 2–2          |                                |              |                                                                            |
| | 2–3          | 63:54 – Varga (Hári, Stipsicz) |              |                                                                            |

| 2024. május 4. 12:30 | Románia | 4–2 (2–1, 1–0, 1–1) | Japán | Sparkasse Arena, Bolzano Nézőszám: 1015 |

| Jegyzőkönyv | Jegyzőkönyv | Jegyzőkönyv                       | Jegyzőkönyv   | Jegyzőkönyv                                                                             |
| --- | ----------- | --------------------------------- | ------------- | --------------------------------------------------------------------------------------- |
| | Tőke Zoltán | Kapusok                           | Yuta Narisawa | Játékvezetők: Geoffrey Barcelo Sean Fernandez Vonalbírók: Davide Mantovani Gašper Zgonc |
| \| Gliga (Skachkov, Zagidullin) – 04:26 \| 1–0 \| \| \| \| 1–1 \| 18:17 – Isogai \| \| Skachkov (Bors) – 18:35 \| 2–1 \| \| \| Rokaly (Részegh, Péter) – 34:15 \| 3–1 \| \| \| \| 3–2 \| 56:21 – Y. Sato (Hanzawa, Yamada) \| \| Haaranen (Gliga) (EN) – 59:03 \| 4–2 \| \| |             |                                   |               | Játékvezetők: Geoffrey Barcelo Sean Fernandez Vonalbírók: Davide Mantovani Gašper Zgonc |
| 4 perc | Büntetések  | 4 perc                            |               | Játékvezetők: Geoffrey Barcelo Sean Fernandez Vonalbírók: Davide Mantovani Gašper Zgonc |
| 18 | Lövések     | 30                                |               | Játékvezetők: Geoffrey Barcelo Sean Fernandez Vonalbírók: Davide Mantovani Gašper Zgonc |
| Gliga (Skachkov, Zagidullin) – 04:26 | 1–0         |                                   |               | Játékvezetők: Geoffrey Barcelo Sean Fernandez Vonalbírók: Davide Mantovani Gašper Zgonc |
| | 1–1         | 18:17 – Isogai                    |               | Játékvezetők: Geoffrey Barcelo Sean Fernandez Vonalbírók: Davide Mantovani Gašper Zgonc |
| Skachkov (Bors) – 18:35 | 2–1         |                                   |               | Játékvezetők: Geoffrey Barcelo Sean Fernandez Vonalbírók: Davide Mantovani Gašper Zgonc |
| Rokaly (Részegh, Péter) – 34:15 | 3–1         |                                   |               |                                                                                         |
| | 3–2         | 56:21 – Y. Sato (Hanzawa, Yamada) |               |                                                                                         |
| Haaranen (Gliga) (EN) – 59:03 | 4–2         |                                   |               |                                                                                         |

| 2024. május 4. 16:00 | Olaszország | 8–1 (4–0, 0–1, 4–0) | Dél-Korea | Sparkasse Arena, Bolzano Nézőszám: 4225 |

| Jegyzőkönyv | Jegyzőkönyv  | Jegyzőkönyv             | Jegyzőkönyv | Jegyzőkönyv                                                                         |
| --- | ------------ | ----------------------- | ----------- | ----------------------------------------------------------------------------------- |
| | Damian Clara | Kapusok                 | Ha Jung-ho  | Játékvezetők: Uldis Bušs Peter Staňo Vonalbírók: Daniel Beresford Clément Goncalves |
| \| Frigo (Frank, Trivellato) – 00:21 \| 1–0 \| \| \| Mantenuto (Frank, Frigo) – 06:27 \| 2–0 \| \| \| Kostner (Marchetti, Pietroniro) (PP) – 13:21 \| 3–0 \| \| \| Frank (Mantenuto, Larkin) – 19:51 \| 4–0 \| \| \| \| 4–1 \| 21:10 – Shin (Nam, Ahn) \| \| Catenacci (Larkin, Gazley) (PP) – 41:10 \| 5–1 \| \| \| Mantenuto (PP) – 43:05 \| 6–1 \| \| \| Salinitri (Larkin, Catenacci) (PP) – 43:31 \| 7–1 \| \| \| Marchetti (Kostner, Trivellato) (PP) – 44:00 \| 8–1 \| \| |              |                         |             | Játékvezetők: Uldis Bušs Peter Staňo Vonalbírók: Daniel Beresford Clément Goncalves |
| 10 perc | Büntetések   | 29 perc                 |             | Játékvezetők: Uldis Bušs Peter Staňo Vonalbírók: Daniel Beresford Clément Goncalves |
| 43 | Lövések      | 29                      |             | Játékvezetők: Uldis Bušs Peter Staňo Vonalbírók: Daniel Beresford Clément Goncalves |
| Frigo (Frank, Trivellato) – 00:21 | 1–0          |                         |             | Játékvezetők: Uldis Bušs Peter Staňo Vonalbírók: Daniel Beresford Clément Goncalves |
| Mantenuto (Frank, Frigo) – 06:27 | 2–0          |                         |             | Játékvezetők: Uldis Bušs Peter Staňo Vonalbírók: Daniel Beresford Clément Goncalves |
| Kostner (Marchetti, Pietroniro) (PP) – 13:21 | 3–0          |                         |             | Játékvezetők: Uldis Bušs Peter Staňo Vonalbírók: Daniel Beresford Clément Goncalves |
| Frank (Mantenuto, Larkin) – 19:51 | 4–0          |                         |             |                                                                                     |
| | 4–1          | 21:10 – Shin (Nam, Ahn) |             |                                                                                     |
| Catenacci (Larkin, Gazley) (PP) – 41:10 | 5–1          |                         |             |                                                                                     |
| Mantenuto (PP) – 43:05 | 6–1          |                         |             |                                                                                     |
| Salinitri (Larkin, Catenacci) (PP) – 43:31 | 7–1          |                         |             |                                                                                     |
| Marchetti (Kostner, Trivellato) (PP) – 44:00 | 8–1          |                         |             |                                                                                     |

| 2024. május 4. 19:30 | Magyarország | 2–1 (1–0, 0–1, 1–0) | Szlovénia | Sparkasse Arena, Bolzano Nézőszám: 2169 |

| Jegyzőkönyv | Jegyzőkönyv  | Jegyzőkönyv                    | Jegyzőkönyv    | Jegyzőkönyv                                                                        |
| --- | ------------ | ------------------------------ | -------------- | ---------------------------------------------------------------------------------- |
| | Bálizs Bence | Kapusok                        | Gašper Krošelj | Játékvezetők: Mads Frandsen Mike Langin Vonalbírók: Patrick Laguzov Tommi Niittylä |
| \| Hári (Terbócs, Mihály) – 07:09 \| 1–0 \| \| \| \| 1–1 \| 25:38 – Tičar (Sabolič, Török) \| \| Papp (Varga, Nilsson) (PP) – 57:09 \| 2–1 \| \| |              |                                |                | Játékvezetők: Mads Frandsen Mike Langin Vonalbírók: Patrick Laguzov Tommi Niittylä |
| 6 perc | Büntetések   | 8 perc                         |                | Játékvezetők: Mads Frandsen Mike Langin Vonalbírók: Patrick Laguzov Tommi Niittylä |
| 29 | Lövések      | 36                             |                | Játékvezetők: Mads Frandsen Mike Langin Vonalbírók: Patrick Laguzov Tommi Niittylä |
| Hári (Terbócs, Mihály) – 07:09 | 1–0          |                                |                | Játékvezetők: Mads Frandsen Mike Langin Vonalbírók: Patrick Laguzov Tommi Niittylä |
| | 1–1          | 25:38 – Tičar (Sabolič, Török) |                | Játékvezetők: Mads Frandsen Mike Langin Vonalbírók: Patrick Laguzov Tommi Niittylä |
| Papp (Varga, Nilsson) (PP) – 57:09 | 2–1          |                                |                | Játékvezetők: Mads Frandsen Mike Langin Vonalbírók: Patrick Laguzov Tommi Niittylä |

## B csoport

### Résztvevők
| Csapat        | Kvalifikáció                                            |
| ------------- | ------------------------------------------------------- |
| Litvánia      | Rendező, a 2023-as divízió I/B 6. helyezettje, kiesett. |
| Ukrajna       | A 2023-as divízió I/B 2. helyezettje.                   |
| Kína          | A 2023-as divízió I/B 3. helyezettje.                   |
| Észtország    | A 2023-as divízió I/B 4. helyezettje.                   |
| Hollandia     | A 2023-as divízió I/B 5. helyezettje.                   |
| Spanyolország | A 2023-as divízió II/A 1. helyezettje, feljutott.       |

### Tabella
| Hely. | Csapat        | M | Gy | HGy | HV | V | G+ | G– | Gk  | P  | Feljutás vagy kiesés       |
| ----- | ------------- | - | -- | --- | -- | - | -- | -- | --- | -- | -------------------------- |
| 1.    | Ukrajna       | 5 | 5  | 0   | 0  | 0 | 31 | 2  | +29 | 15 | Feljutott a divízió I A-ba |
| 2.    | Litvánia (R)  | 5 | 4  | 0   | 0  | 1 | 16 | 7  | +9  | 12 |                            |
| 3.    | Észtország    | 5 | 2  | 1   | 0  | 2 | 11 | 20 | −9  | 8  |                            |
| 4.    | Kína          | 5 | 2  | 0   | 0  | 3 | 11 | 16 | −5  | 6  |                            |
| 5.    | Spanyolország | 5 | 1  | 0   | 1  | 3 | 6  | 20 | −14 | 4  |                            |
| 6.    | Hollandia     | 5 | 0  | 0   | 0  | 5 | 4  | 14 | −10 | 0  | Kiesett a divízió II-be    |

### Mérkőzések
A mérkőzések kezdési időpontjai helyi idő szerint (UTC+3), zárójelben magyar idő szerint (UTC+2) értendők.
| 2024. április 27. 12:30 (11:30) | Hollandia | 0–3 (0–0, 0–1, 0–2) | Kína | Avia Solutions Group Arena, Vilnius Nézőszám: 212 |

| Jegyzőkönyv | Jegyzőkönyv       | Jegyzőkönyv                       | Jegyzőkönyv  | Jegyzőkönyv                                                                           |
| --- | ----------------- | --------------------------------- | ------------ | ------------------------------------------------------------------------------------- |
| | Ruud Leeuwesteijn | Kapusok                           | Chen Shifeng | Játékvezetők: Rasmus Ankersen Adam Bloski Vonalbírók: Gustav Jönsson Frédéric Monnaie |
| \| \| 0–1 \| 24:12 – Hou (Chen Z., Chen S.) \| \| \| 0–2 \| 49:35 – Zheng (Hou, Wang J.) (PP) \| \| \| 0–3 \| 55:33 – Zhang Z. (EN) \| |                   |                                   |              | Játékvezetők: Rasmus Ankersen Adam Bloski Vonalbírók: Gustav Jönsson Frédéric Monnaie |
| 10 perc | Büntetések        | 4 perc                            |              | Játékvezetők: Rasmus Ankersen Adam Bloski Vonalbírók: Gustav Jönsson Frédéric Monnaie |
| 28 | Lövések           | 28                                |              | Játékvezetők: Rasmus Ankersen Adam Bloski Vonalbírók: Gustav Jönsson Frédéric Monnaie |
| | 0–1               | 24:12 – Hou (Chen Z., Chen S.)    |              | Játékvezetők: Rasmus Ankersen Adam Bloski Vonalbírók: Gustav Jönsson Frédéric Monnaie |
| | 0–2               | 49:35 – Zheng (Hou, Wang J.) (PP) |              | Játékvezetők: Rasmus Ankersen Adam Bloski Vonalbírók: Gustav Jönsson Frédéric Monnaie |
| | 0–3               | 55:33 – Zhang Z. (EN)             |              | Játékvezetők: Rasmus Ankersen Adam Bloski Vonalbírók: Gustav Jönsson Frédéric Monnaie |

| 2024. április 27. 16:00 (15:00) | Spanyolország | 0–3 (0–0, 0–2, 0–1) | Litvánia | Avia Solutions Group Arena, Vilnius Nézőszám: 2516 |

| Jegyzőkönyv | Jegyzőkönyv | Jegyzőkönyv                               | Jegyzőkönyv    | Jegyzőkönyv                                                                       |
| --- | ----------- | ----------------------------------------- | -------------- | --------------------------------------------------------------------------------- |
| | Raul Barbo  | Kapusok                                   | Mantas Armalis | Játékvezetők: Nolan Bloyer Anton Boryayev Vonalbírók: Muzsik Norbert Shawn Oliver |
| \| \| 0–1 \| 22:07 – Kumeliauskas (Četvertak) \| \| \| 0–2 \| 37:09 – Gintautas (Čižas, Rumševičius) \| \| \| 0–3 \| 54:23 – Kudrevičius (Ališauskas, Noreika) \| |             |                                           |                | Játékvezetők: Nolan Bloyer Anton Boryayev Vonalbírók: Muzsik Norbert Shawn Oliver |
| 4 perc | Büntetések  | 8 perc                                    |                | Játékvezetők: Nolan Bloyer Anton Boryayev Vonalbírók: Muzsik Norbert Shawn Oliver |
| 23 | Lövések     | 38                                        |                | Játékvezetők: Nolan Bloyer Anton Boryayev Vonalbírók: Muzsik Norbert Shawn Oliver |
| | 0–1         | 22:07 – Kumeliauskas (Četvertak)          |                | Játékvezetők: Nolan Bloyer Anton Boryayev Vonalbírók: Muzsik Norbert Shawn Oliver |
| | 0–2         | 37:09 – Gintautas (Čižas, Rumševičius)    |                | Játékvezetők: Nolan Bloyer Anton Boryayev Vonalbírók: Muzsik Norbert Shawn Oliver |
| | 0–3         | 54:23 – Kudrevičius (Ališauskas, Noreika) |                | Játékvezetők: Nolan Bloyer Anton Boryayev Vonalbírók: Muzsik Norbert Shawn Oliver |

| 2024. április 27. 19:30 (18:30) | Észtország | 0–8 (0–1, 0–3, 0–4) | Ukrajna | Avia Solutions Group Arena, Vilnius Nézőszám: 227 |

| Jegyzőkönyv | Jegyzőkönyv   | Jegyzőkönyv                                    | Jegyzőkönyv      | Jegyzőkönyv                                                                       |
| --- | ------------- | ---------------------------------------------- | ---------------- | --------------------------------------------------------------------------------- |
| | Conrad Mölder | Kapusok                                        | Bogdan Dyachenko | Játékvezetők: Roy Hansen Richard Magnusson Vonalbírók: John Rey Aleksej Sascenkov |
| \| \| 0–1 \| 11:44 – Peresunko (Ratushny, Mazur) \| \| \| 0–2 \| 21:36 – Sadovikov (Zakharov, Lialka) (PP) \| \| \| 0–3 \| 21:47 – Denyskin (Ratushny, Fadyeyev) \| \| \| 0–4 \| 25:27 – Trakht (Peresunko, Pangelov-Yuldashev) \| \| \| 0–5 \| 47:24 – Kryvoshapkin (Vorona, Yanishevsky) \| \| \| 0–6 \| 52:41 – Merezhko (Peresunko, Tolstushko) \| \| \| 0–7 \| 54:58 – Denyskin (Yanishevsky) \| \| \| 0–8 \| 55:55 – Morozov (Sadovikov) \| |               |                                                |                  | Játékvezetők: Roy Hansen Richard Magnusson Vonalbírók: John Rey Aleksej Sascenkov |
| 4 perc | Büntetések    | 6 perc                                         |                  | Játékvezetők: Roy Hansen Richard Magnusson Vonalbírók: John Rey Aleksej Sascenkov |
| 16 | Lövések       | 34                                             |                  | Játékvezetők: Roy Hansen Richard Magnusson Vonalbírók: John Rey Aleksej Sascenkov |
| | 0–1           | 11:44 – Peresunko (Ratushny, Mazur)            |                  | Játékvezetők: Roy Hansen Richard Magnusson Vonalbírók: John Rey Aleksej Sascenkov |
| | 0–2           | 21:36 – Sadovikov (Zakharov, Lialka) (PP)      |                  | Játékvezetők: Roy Hansen Richard Magnusson Vonalbírók: John Rey Aleksej Sascenkov |
| | 0–3           | 21:47 – Denyskin (Ratushny, Fadyeyev)          |                  | Játékvezetők: Roy Hansen Richard Magnusson Vonalbírók: John Rey Aleksej Sascenkov |
| | 0–4           | 25:27 – Trakht (Peresunko, Pangelov-Yuldashev) |                  |                                                                                   |
| | 0–5           | 47:24 – Kryvoshapkin (Vorona, Yanishevsky)     |                  |                                                                                   |
| | 0–6           | 52:41 – Merezhko (Peresunko, Tolstushko)       |                  |                                                                                   |
| | 0–7           | 54:58 – Denyskin (Yanishevsky)                 |                  |                                                                                   |
| | 0–8           | 55:55 – Morozov (Sadovikov)                    |                  |                                                                                   |

| 2024. április 28. 12:30 (11:30) | Kína | 7–1 (2–1, 1–0, 4–0) | Spanyolország | Avia Solutions Group Arena, Vilnius Nézőszám: 253 |

| Jegyzőkönyv | Jegyzőkönyv  | Jegyzőkönyv                           | Jegyzőkönyv                | Jegyzőkönyv                                                                                  |
| --- | ------------ | ------------------------------------- | -------------------------- | -------------------------------------------------------------------------------------------- |
| | Chen Shifeng | Kapusok                               | Raul Barbo Marco Hernández | Játékvezetők: Trpimir Piragić Bastian Steingross Vonalbírók: Agris Ozoliņš Aleksej Sascenkov |
| \| Yan J. (Zuo, Zhang P.) – 03:10 \| 1–0 \| \| \| \| 1–1 \| Capillas (González, Torralba) – 17:58 \| \| Hou (Wang J.) – 19:14 \| 2–1 \| \| \| Guo J. (Wang J., Hou) – 36:51 \| 3–1 \| \| \| Chen Z. (Hou) – 40:53 \| 4–1 \| \| \| Zuo (SH) – 44:43 \| 5–1 \| \| \| Yan J. (Guo S., Zhang P.) – 49:04 \| 6–1 \| \| \| Li Zhih. (Wang G., Zuo) – 56:31 \| 7–1 \| \| |              |                                       |                            | Játékvezetők: Trpimir Piragić Bastian Steingross Vonalbírók: Agris Ozoliņš Aleksej Sascenkov |
| 10 perc | Büntetések   | 4 perc                                |                            | Játékvezetők: Trpimir Piragić Bastian Steingross Vonalbírók: Agris Ozoliņš Aleksej Sascenkov |
| 30 | Lövések      | 31                                    |                            | Játékvezetők: Trpimir Piragić Bastian Steingross Vonalbírók: Agris Ozoliņš Aleksej Sascenkov |
| Yan J. (Zuo, Zhang P.) – 03:10 | 1–0          |                                       |                            | Játékvezetők: Trpimir Piragić Bastian Steingross Vonalbírók: Agris Ozoliņš Aleksej Sascenkov |
| | 1–1          | Capillas (González, Torralba) – 17:58 |                            | Játékvezetők: Trpimir Piragić Bastian Steingross Vonalbírók: Agris Ozoliņš Aleksej Sascenkov |
| Hou (Wang J.) – 19:14 | 2–1          |                                       |                            | Játékvezetők: Trpimir Piragić Bastian Steingross Vonalbírók: Agris Ozoliņš Aleksej Sascenkov |
| Guo J. (Wang J., Hou) – 36:51 | 3–1          |                                       |                            |                                                                                              |
| Chen Z. (Hou) – 40:53 | 4–1          |                                       |                            |                                                                                              |
| Zuo (SH) – 44:43 | 5–1          |                                       |                            |                                                                                              |
| Yan J. (Guo S., Zhang P.) – 49:04 | 6–1          |                                       |                            |                                                                                              |
| Li Zhih. (Wang G., Zuo) – 56:31 | 7–1          |                                       |                            |                                                                                              |

| 2024. április 28. 16:00 (15:00) | Litvánia | 6–1 (3–1, 1–0, 2–0) | Észtország | Avia Solutions Group Arena, Vilnius Nézőszám: 2545 |

| Jegyzőkönyv | Jegyzőkönyv    | Jegyzőkönyv                    | Jegyzőkönyv                         | Jegyzőkönyv                                                                    |
| --- | -------------- | ------------------------------ | ----------------------------------- | ------------------------------------------------------------------------------ |
| | Mantas Armalis | Kapusok                        | Conrad Mölder Villem-Henrik Koitmaa | Játékvezetők: Adam Bloski Roy Hansen Vonalbírók: Frédéric Monnaie Shawn Oliver |
| \| Kaleinikovas (Ališauskas, Gintautas) – 00:38 \| 1–0 \| \| \| \| 1–1 \| 06:03 – Jürgens (Rooba, Kombe) \| \| Gintautas (Grinius, Noreika) (PP) – 07:37 \| 2–1 \| \| \| Verenis (Kumeliauskas) – 13:02 \| 3–1 \| \| \| Kaleinikovas (Krakauskas, Laimutis) – 35:18 \| 4–1 \| \| \| Četvertak (Kumeliauskas) – 40:49 \| 5–1 \| \| \| Verenis (Čižas, Seniut) – 55:45 \| 6–1 \| \| |                |                                |                                     | Játékvezetők: Adam Bloski Roy Hansen Vonalbírók: Frédéric Monnaie Shawn Oliver |
| 4 perc | Büntetések     | 12 perc                        |                                     | Játékvezetők: Adam Bloski Roy Hansen Vonalbírók: Frédéric Monnaie Shawn Oliver |
| 33 | Lövések        | 17                             |                                     | Játékvezetők: Adam Bloski Roy Hansen Vonalbírók: Frédéric Monnaie Shawn Oliver |
| Kaleinikovas (Ališauskas, Gintautas) – 00:38 | 1–0            |                                |                                     | Játékvezetők: Adam Bloski Roy Hansen Vonalbírók: Frédéric Monnaie Shawn Oliver |
| | 1–1            | 06:03 – Jürgens (Rooba, Kombe) |                                     | Játékvezetők: Adam Bloski Roy Hansen Vonalbírók: Frédéric Monnaie Shawn Oliver |
| Gintautas (Grinius, Noreika) (PP) – 07:37 | 2–1            |                                |                                     | Játékvezetők: Adam Bloski Roy Hansen Vonalbírók: Frédéric Monnaie Shawn Oliver |
| Verenis (Kumeliauskas) – 13:02 | 3–1            |                                |                                     |                                                                                |
| Kaleinikovas (Krakauskas, Laimutis) – 35:18 | 4–1            |                                |                                     |                                                                                |
| Četvertak (Kumeliauskas) – 40:49 | 5–1            |                                |                                     |                                                                                |
| Verenis (Čižas, Seniut) – 55:45 | 6–1            |                                |                                     |                                                                                |

| 2024. április 28. 19:30 (18:30) | Ukrajna | 4–0 (2–0, 1–0, 1–0) | Hollandia | Avia Solutions Group Arena, Vilnius Nézőszám: 283 |

| Jegyzőkönyv | Jegyzőkönyv         | Jegyzőkönyv | Jegyzőkönyv        | Jegyzőkönyv                                                                            |
| --- | ------------------- | ----------- | ------------------ | -------------------------------------------------------------------------------------- |
| | Eduard Zakharchenko | Kapusok     | Martijn Oosterwijk | Játékvezetők: Nolan Bloyer Richard Magnusson Vonalbírók: Gustav Jönsson Muzsik Norbert |
| \| Pangelov-Yuldashev (Sadovikov, Zakharov) (PP) – 07:13 \| 1–0 \| \| \| Merezhko (Yanishevsky, Morozov) – 12:41 \| 2–0 \| \| \| Zakharov (Lialka, Pangelov-Yuldashev) – 33:11 \| 3–0 \| \| \| Peresunko (Morozov, Sysak) – 45:44 \| 4–0 \| \| |                     |             |                    | Játékvezetők: Nolan Bloyer Richard Magnusson Vonalbírók: Gustav Jönsson Muzsik Norbert |
| 10 perc | Büntetések          | 6 perc      |                    | Játékvezetők: Nolan Bloyer Richard Magnusson Vonalbírók: Gustav Jönsson Muzsik Norbert |
| 44 | Lövések             | 15          |                    | Játékvezetők: Nolan Bloyer Richard Magnusson Vonalbírók: Gustav Jönsson Muzsik Norbert |
| Pangelov-Yuldashev (Sadovikov, Zakharov) (PP) – 07:13 | 1–0                 |             |                    | Játékvezetők: Nolan Bloyer Richard Magnusson Vonalbírók: Gustav Jönsson Muzsik Norbert |
| Merezhko (Yanishevsky, Morozov) – 12:41 | 2–0                 |             |                    | Játékvezetők: Nolan Bloyer Richard Magnusson Vonalbírók: Gustav Jönsson Muzsik Norbert |
| Zakharov (Lialka, Pangelov-Yuldashev) – 33:11 | 3–0                 |             |                    | Játékvezetők: Nolan Bloyer Richard Magnusson Vonalbírók: Gustav Jönsson Muzsik Norbert |
| Peresunko (Morozov, Sysak) – 45:44 | 4–0                 |             |                    |                                                                                        |

| 2024. április 30. 12:30 (11:30) | Ukrajna | 9–0 (4–0, 2–0, 3–0) | Kína | Avia Solutions Group Arena, Vilnius Nézőszám: 175 |

| Jegyzőkönyv | Jegyzőkönyv         | Jegyzőkönyv | Jegyzőkönyv  | Jegyzőkönyv                                                                       |
| --- | ------------------- | ----------- | ------------ | --------------------------------------------------------------------------------- |
| | Eduard Zakharchenko | Kapusok     | Chen Shifeng | Játékvezetők: Roy Hansen Trpimir Piragić Vonalbírók: Muzsik Norbert Agris Ozoliņš |
| \| Merezhko (Vorona, Fadyeyev) – 02:08 \| 1–0 \| \| \| Peresunko (Dakhnovsky, Pangelov-Yuldashev) – 09:46 \| 2–0 \| \| \| Pangelov-Yuldashev (Dakhnovsky, Fadyeyev) – 11:33 \| 3–0 \| \| \| Vorona (Merezhko, Mazur) (PP) – 13:18 \| 4–0 \| \| \| Lialka (Sysak) – 23:38 \| 5–0 \| \| \| Peresunko (Mazur, Merezhko) – 37:04 \| 6–0 \| \| \| Lialka (Kryvoshapkin, Pangelov-Yuldashev) (PP) – 42:11 \| 7–0 \| \| \| Denyskin (Sysak, Fadyeyev) – 51:06 \| 8–0 \| \| \| Merezhko (Zakharov) – 57:46 \| 9–0 \| \| |                     |             |              | Játékvezetők: Roy Hansen Trpimir Piragić Vonalbírók: Muzsik Norbert Agris Ozoliņš |
| 6 perc | Büntetések          | 12 perc     |              | Játékvezetők: Roy Hansen Trpimir Piragić Vonalbírók: Muzsik Norbert Agris Ozoliņš |
| 50 | Lövések             | 7           |              | Játékvezetők: Roy Hansen Trpimir Piragić Vonalbírók: Muzsik Norbert Agris Ozoliņš |
| Merezhko (Vorona, Fadyeyev) – 02:08 | 1–0                 |             |              | Játékvezetők: Roy Hansen Trpimir Piragić Vonalbírók: Muzsik Norbert Agris Ozoliņš |
| Peresunko (Dakhnovsky, Pangelov-Yuldashev) – 09:46 | 2–0                 |             |              | Játékvezetők: Roy Hansen Trpimir Piragić Vonalbírók: Muzsik Norbert Agris Ozoliņš |
| Pangelov-Yuldashev (Dakhnovsky, Fadyeyev) – 11:33 | 3–0                 |             |              | Játékvezetők: Roy Hansen Trpimir Piragić Vonalbírók: Muzsik Norbert Agris Ozoliņš |
| Vorona (Merezhko, Mazur) (PP) – 13:18 | 4–0                 |             |              |                                                                                   |
| Lialka (Sysak) – 23:38 | 5–0                 |             |              |                                                                                   |
| Peresunko (Mazur, Merezhko) – 37:04 | 6–0                 |             |              |                                                                                   |
| Lialka (Kryvoshapkin, Pangelov-Yuldashev) (PP) – 42:11 | 7–0                 |             |              |                                                                                   |
| Denyskin (Sysak, Fadyeyev) – 51:06 | 8–0                 |             |              |                                                                                   |
| Merezhko (Zakharov) – 57:46 | 9–0                 |             |              |                                                                                   |

| 2024. április 30. 16:00 (15:00) | Spanyolország | 3–4 (h.u.) (1–1, 1–2, 1–0) (OT: 0–1) | Észtország | Avia Solutions Group Arena, Vilnius Nézőszám: 241 |

| Jegyzőkönyv | Jegyzőkönyv | Jegyzőkönyv                             | Jegyzőkönyv           | Jegyzőkönyv                                                                                     |
| --- | ----------- | --------------------------------------- | --------------------- | ----------------------------------------------------------------------------------------------- |
| | Raul Barbo  | Kapusok                                 | Villem-Henrik Koitmaa | Játékvezetők: Richard Magnusson Bastian Steingross Vonalbírók: Gustav Jönsson Aleksej Sascenkov |
| \| \| 0–1 \| 03:02 – Jürgens (Kulintsev, Rooba) (PP) \| \| Baldris (Rubio) (PP) – 08:40 \| 1–1 \| \| \| Zaballa (Donath, Muratet) – 20:18 \| 2–1 \| \| \| \| 2–2 \| 23:23 – Rooba (Fursa) \| \| \| 2–3 \| 36:55 – Viitanen (Kombe) \| \| Capillas (Burgos, De Bonilla) (PP) – 41:46 \| 3–3 \| \| \| \| 3–4 \| 60:46 – Rooba (Kombe, Ossipov) \| |             |                                         |                       | Játékvezetők: Richard Magnusson Bastian Steingross Vonalbírók: Gustav Jönsson Aleksej Sascenkov |
| 10 perc | Büntetések  | 27 perc                                 |                       | Játékvezetők: Richard Magnusson Bastian Steingross Vonalbírók: Gustav Jönsson Aleksej Sascenkov |
| 16 | Lövések     | 25                                      |                       | Játékvezetők: Richard Magnusson Bastian Steingross Vonalbírók: Gustav Jönsson Aleksej Sascenkov |
| | 0–1         | 03:02 – Jürgens (Kulintsev, Rooba) (PP) |                       | Játékvezetők: Richard Magnusson Bastian Steingross Vonalbírók: Gustav Jönsson Aleksej Sascenkov |
| Baldris (Rubio) (PP) – 08:40 | 1–1         |                                         |                       | Játékvezetők: Richard Magnusson Bastian Steingross Vonalbírók: Gustav Jönsson Aleksej Sascenkov |
| Zaballa (Donath, Muratet) – 20:18 | 2–1         |                                         |                       | Játékvezetők: Richard Magnusson Bastian Steingross Vonalbírók: Gustav Jönsson Aleksej Sascenkov |
| | 2–2         | 23:23 – Rooba (Fursa)                   |                       |                                                                                                 |
| | 2–3         | 36:55 – Viitanen (Kombe)                |                       |                                                                                                 |
| Capillas (Burgos, De Bonilla) (PP) – 41:46 | 3–3         |                                         |                       |                                                                                                 |
| | 3–4         | 60:46 – Rooba (Kombe, Ossipov)          |                       |                                                                                                 |

| 2024. április 30. 19:30 (18:30) | Litvánia | 3–2 (0–0, 2–1, 1–1) | Hollandia | Avia Solutions Group Arena, Vilnius Nézőszám: 2413 |

| Jegyzőkönyv | Jegyzőkönyv     | Jegyzőkönyv                      | Jegyzőkönyv       | Jegyzőkönyv                                                                        |
| --- | --------------- | -------------------------------- | ----------------- | ---------------------------------------------------------------------------------- |
| | Faustas Nauseda | Kapusok                          | Ruud Leeuwesteijn | Játékvezetők: Rasmus Ankersen Anton Boryayev Vonalbírók: Frédéric Monnaie John Rey |
| \| \| 0–1 \| 20:59 – Huisman (De Bonth, Sars) \| \| Kaleinikovas (Protčenko, Ališauskas) – 23:01 \| 1–1 \| \| \| Ališauskas (Krakauskas, Čižas) – 35:31 \| 2–1 \| \| \| Čižas (Kaleinikovas, Gintautas) – 48:20 \| 3–1 \| \| \| \| 3–2 \| 53:26 – Vosmer \| |                 |                                  |                   | Játékvezetők: Rasmus Ankersen Anton Boryayev Vonalbírók: Frédéric Monnaie John Rey |
| 4 perc | Büntetések      | 6 perc                           |                   | Játékvezetők: Rasmus Ankersen Anton Boryayev Vonalbírók: Frédéric Monnaie John Rey |
| 29 | Lövések         | 20                               |                   | Játékvezetők: Rasmus Ankersen Anton Boryayev Vonalbírók: Frédéric Monnaie John Rey |
| | 0–1             | 20:59 – Huisman (De Bonth, Sars) |                   | Játékvezetők: Rasmus Ankersen Anton Boryayev Vonalbírók: Frédéric Monnaie John Rey |
| Kaleinikovas (Protčenko, Ališauskas) – 23:01 | 1–1             |                                  |                   | Játékvezetők: Rasmus Ankersen Anton Boryayev Vonalbírók: Frédéric Monnaie John Rey |
| Ališauskas (Krakauskas, Čižas) – 35:31 | 2–1             |                                  |                   | Játékvezetők: Rasmus Ankersen Anton Boryayev Vonalbírók: Frédéric Monnaie John Rey |
| Čižas (Kaleinikovas, Gintautas) – 48:20 | 3–1             |                                  |                   |                                                                                    |
| | 3–2             | 53:26 – Vosmer                   |                   |                                                                                    |

| 2024. május 1. 12:30 (11:30) | Ukrajna | 6–1 (0–0, 1–1, 5–0) | Spanyolország | Avia Solutions Group Arena, Vilnius Nézőszám: 364 |

| Jegyzőkönyv | Jegyzőkönyv      | Jegyzőkönyv                                   | Jegyzőkönyv     | Jegyzőkönyv                                                                         |
| --- | ---------------- | --------------------------------------------- | --------------- | ----------------------------------------------------------------------------------- |
| | Bogdan Dyachenko | Kapusok                                       | Marco Hernández | Játékvezetők: Anton Boryayev Trpimir Piragić Vonalbírók: Shawn Oliver Agris Ozoliņš |
| \| \| 0–1 \| 23:13 – González (De Bonilla, Carbonell) (PP) \| \| Trakht (Peresunko) – 36:13 \| 1–1 \| \| \| Sadovikov (Denyskin, Lialka)(PP) – 43:28 \| 2–1 \| \| \| Kryvoshapkin (Dakhnovsky, Denyskin) – 45:12 \| 3–1 \| \| \| Zakharov (Borodai, Dakhnovsky) – 49:25 \| 4–1 \| \| \| Sadovikov (Fadyeyev, Lialka) (PP) – 51:12 \| 5–1 \| \| \| Trakht (Peresunko, Merezhko) – 57:31 \| 6–1 \| \| |                  |                                               |                 | Játékvezetők: Anton Boryayev Trpimir Piragić Vonalbírók: Shawn Oliver Agris Ozoliņš |
| 6 perc | Büntetések       | 6 perc                                        |                 | Játékvezetők: Anton Boryayev Trpimir Piragić Vonalbírók: Shawn Oliver Agris Ozoliņš |
| 41 | Lövések          | 12                                            |                 | Játékvezetők: Anton Boryayev Trpimir Piragić Vonalbírók: Shawn Oliver Agris Ozoliņš |
| | 0–1              | 23:13 – González (De Bonilla, Carbonell) (PP) |                 | Játékvezetők: Anton Boryayev Trpimir Piragić Vonalbírók: Shawn Oliver Agris Ozoliņš |
| Trakht (Peresunko) – 36:13 | 1–1              |                                               |                 | Játékvezetők: Anton Boryayev Trpimir Piragić Vonalbírók: Shawn Oliver Agris Ozoliņš |
| Sadovikov (Denyskin, Lialka)(PP) – 43:28 | 2–1              |                                               |                 | Játékvezetők: Anton Boryayev Trpimir Piragić Vonalbírók: Shawn Oliver Agris Ozoliņš |
| Kryvoshapkin (Dakhnovsky, Denyskin) – 45:12 | 3–1              |                                               |                 |                                                                                     |
| Zakharov (Borodai, Dakhnovsky) – 49:25 | 4–1              |                                               |                 |                                                                                     |
| Sadovikov (Fadyeyev, Lialka) (PP) – 51:12 | 5–1              |                                               |                 |                                                                                     |
| Trakht (Peresunko, Merezhko) – 57:31 | 6–1              |                                               |                 |                                                                                     |

| 2024. május 1. 16:00 (15:00) | Észtország | 3–2 (0–0, 2–1, 1–1) | Hollandia | Avia Solutions Group Arena, Vilnius Nézőszám: 195 |

| Jegyzőkönyv | Jegyzőkönyv           | Jegyzőkönyv                           | Jegyzőkönyv        | Jegyzőkönyv                                                                           |
| --- | --------------------- | ------------------------------------- | ------------------ | ------------------------------------------------------------------------------------- |
| | Villem-Henrik Koitmaa | Kapusok                               | Martijn Oosterwijk | Játékvezetők: Adam Bloski Nolan Bloyer Vonalbírók: Frédéric Monnaie Aleksej Sascenkov |
| \| Jürgens (Fursa, Kombe) (PP) – 24:44 \| 1–0 \| \| \| \| 1–1 \| 31:12 – Filippini (Huisman) \| \| Kombe (Kookmaa, Rooba) – 34:05 \| 2–1 \| \| \| \| 2–2 \| 42:04 – Loginov (Sars, Van Gorp) (PP) \| \| Rooba (Kulintsev, Kombe) – 49:51 \| 3–2 \| \| |                       |                                       |                    | Játékvezetők: Adam Bloski Nolan Bloyer Vonalbírók: Frédéric Monnaie Aleksej Sascenkov |
| 4 perc | Büntetések            | 12 perc                               |                    | Játékvezetők: Adam Bloski Nolan Bloyer Vonalbírók: Frédéric Monnaie Aleksej Sascenkov |
| 34 | Lövések               | 17                                    |                    | Játékvezetők: Adam Bloski Nolan Bloyer Vonalbírók: Frédéric Monnaie Aleksej Sascenkov |
| Jürgens (Fursa, Kombe) (PP) – 24:44 | 1–0                   |                                       |                    | Játékvezetők: Adam Bloski Nolan Bloyer Vonalbírók: Frédéric Monnaie Aleksej Sascenkov |
| | 1–1                   | 31:12 – Filippini (Huisman)           |                    | Játékvezetők: Adam Bloski Nolan Bloyer Vonalbírók: Frédéric Monnaie Aleksej Sascenkov |
| Kombe (Kookmaa, Rooba) – 34:05 | 2–1                   |                                       |                    | Játékvezetők: Adam Bloski Nolan Bloyer Vonalbírók: Frédéric Monnaie Aleksej Sascenkov |
| | 2–2                   | 42:04 – Loginov (Sars, Van Gorp) (PP) |                    |                                                                                       |
| Rooba (Kulintsev, Kombe) – 49:51 | 3–2                   |                                       |                    |                                                                                       |

| 2024. május 1. 19:30 (18:30) | Kína | 0–3 (0–1, 0–0, 0–2) | Litvánia | Avia Solutions Group Arena, Vilnius Nézőszám: 2592 |

| Jegyzőkönyv | Jegyzőkönyv  | Jegyzőkönyv                             | Jegyzőkönyv    | Jegyzőkönyv                                                                          |
| --- | ------------ | --------------------------------------- | -------------- | ------------------------------------------------------------------------------------ |
| | Chen Shifeng | Kapusok                                 | Mantas Armalis | Játékvezetők: Rasmus Ankersen Bastian Steingross Vonalbírók: Gustav Jönsson John Rey |
| \| \| 0–1 \| 04:10 – Kaleinikovas (Čižas, Gintautas) \| \| \| 0–2 \| 40:53 – Gintautas (Čižas, Protčenko) \| \| \| 0–3 \| 59:59 – Grinius (PS) \| |              |                                         |                | Játékvezetők: Rasmus Ankersen Bastian Steingross Vonalbírók: Gustav Jönsson John Rey |
| 12 perc | Büntetések   | 4 perc                                  |                | Játékvezetők: Rasmus Ankersen Bastian Steingross Vonalbírók: Gustav Jönsson John Rey |
| 15 | Lövések      | 35                                      |                | Játékvezetők: Rasmus Ankersen Bastian Steingross Vonalbírók: Gustav Jönsson John Rey |
| | 0–1          | 04:10 – Kaleinikovas (Čižas, Gintautas) |                | Játékvezetők: Rasmus Ankersen Bastian Steingross Vonalbírók: Gustav Jönsson John Rey |
| | 0–2          | 40:53 – Gintautas (Čižas, Protčenko)    |                | Játékvezetők: Rasmus Ankersen Bastian Steingross Vonalbírók: Gustav Jönsson John Rey |
| | 0–3          | 59:59 – Grinius (PS)                    |                | Játékvezetők: Rasmus Ankersen Bastian Steingross Vonalbírók: Gustav Jönsson John Rey |

| 2024. május 3. 12:30 (11:30) | Hollandia | 0–1 (0–0, 0–0, 0–1) | Spanyolország | Avia Solutions Group Arena, Vilnius Nézőszám: 142 |

| Jegyzőkönyv                                             | Jegyzőkönyv        | Jegyzőkönyv                             | Jegyzőkönyv | Jegyzőkönyv                                                                             |
| ------------------------------------------------------- | ------------------ | --------------------------------------- | ----------- | --------------------------------------------------------------------------------------- |
|                                                         | Martijn Oosterwijk | Kapusok                                 | Raul Barbo  | Játékvezetők: Nolan Bloyer Bastian Steingross Vonalbírók: Gustav Jönsson Muzsik Norbert |
| \| \| 0–1 \| 41:45 – Torralba (Baldris, Burgos) (PP) \| |                    |                                         |             | Játékvezetők: Nolan Bloyer Bastian Steingross Vonalbírók: Gustav Jönsson Muzsik Norbert |
| 8 perc                                                  | Büntetések         | 8 perc                                  |             | Játékvezetők: Nolan Bloyer Bastian Steingross Vonalbírók: Gustav Jönsson Muzsik Norbert |
| 15                                                      | Lövések            | 30                                      |             | Játékvezetők: Nolan Bloyer Bastian Steingross Vonalbírók: Gustav Jönsson Muzsik Norbert |
|                                                         | 0–1                | 41:45 – Torralba (Baldris, Burgos) (PP) |             | Játékvezetők: Nolan Bloyer Bastian Steingross Vonalbírók: Gustav Jönsson Muzsik Norbert |

| 2024. május 3. 16:00 (15:00) | Kína | 1–3 (0–1, 0–0, 1–2) | Észtország | Avia Solutions Group Arena, Vilnius Nézőszám: 236 |

| Jegyzőkönyv | Jegyzőkönyv  | Jegyzőkönyv                             | Jegyzőkönyv           | Jegyzőkönyv                                                                              |
| --- | ------------ | --------------------------------------- | --------------------- | ---------------------------------------------------------------------------------------- |
| | Chen Shifeng | Kapusok                                 | Villem-Henrik Koitmaa | Játékvezetők: Rasmus Ankersen Anton Boryayev Vonalbírók: Agris Ozoliņš Aleksej Sascenkov |
| \| \| 0–1 \| 13:02 – Rooba (Kombe, Kulintsev) (PP) \| \| \| 0–2 \| 50:16 – Fursa (Jürgens, Kulintsev) (PP) \| \| Hou (Zhang Z., Wang J.) (PP) – 51:58 \| 1–2 \| \| \| \| 1–3 \| 58:06 – Rooba (EN) \| |              |                                         |                       | Játékvezetők: Rasmus Ankersen Anton Boryayev Vonalbírók: Agris Ozoliņš Aleksej Sascenkov |
| 10 perc | Büntetések   | 8 perc                                  |                       | Játékvezetők: Rasmus Ankersen Anton Boryayev Vonalbírók: Agris Ozoliņš Aleksej Sascenkov |
| 13 | Lövések      | 31                                      |                       | Játékvezetők: Rasmus Ankersen Anton Boryayev Vonalbírók: Agris Ozoliņš Aleksej Sascenkov |
| | 0–1          | 13:02 – Rooba (Kombe, Kulintsev) (PP)   |                       | Játékvezetők: Rasmus Ankersen Anton Boryayev Vonalbírók: Agris Ozoliņš Aleksej Sascenkov |
| | 0–2          | 50:16 – Fursa (Jürgens, Kulintsev) (PP) |                       | Játékvezetők: Rasmus Ankersen Anton Boryayev Vonalbírók: Agris Ozoliņš Aleksej Sascenkov |
| Hou (Zhang Z., Wang J.) (PP) – 51:58 | 1–2          |                                         |                       | Játékvezetők: Rasmus Ankersen Anton Boryayev Vonalbírók: Agris Ozoliņš Aleksej Sascenkov |
| | 1–3          | 58:06 – Rooba (EN)                      |                       |                                                                                          |

| 2024. május 3. 19:30 (18:30) | Litvánia | 1–4 (0–1, 0–1, 1–2) | Ukrajna | Avia Solutions Group Arena, Vilnius Nézőszám: 4260 |

| Jegyzőkönyv | Jegyzőkönyv    | Jegyzőkönyv                                          | Jegyzőkönyv      | Jegyzőkönyv                                                                   |
| --- | -------------- | ---------------------------------------------------- | ---------------- | ----------------------------------------------------------------------------- |
| | Mantas Armalis | Kapusok                                              | Bogdan Dyachenko | Játékvezetők: Adam Bloski Richard Magnusson Vonalbírók: Shawn Oliver John Rey |
| \| \| 0–1 \| 09:19 – Trakht (Merezhko, Peresunko) (PP) \| \| \| 0–2 \| 30:56 – Trakht (Sysak, Peresunko) \| \| \| 0–3 \| 53:54 – Denyskin (Pangelov-Yuldashev, Merezhko) (PP) \| \| Noreika (Krakauskas, Ališauskas) (PP, EA) – 57:11 \| 1–3 \| \| \| \| 1–4 \| 57:51 – Peresunko (EN) \| |                |                                                      |                  | Játékvezetők: Adam Bloski Richard Magnusson Vonalbírók: Shawn Oliver John Rey |
| 10 perc | Büntetések     | 6 perc                                               |                  | Játékvezetők: Adam Bloski Richard Magnusson Vonalbírók: Shawn Oliver John Rey |
| 18 | Lövések        | 25                                                   |                  | Játékvezetők: Adam Bloski Richard Magnusson Vonalbírók: Shawn Oliver John Rey |
| | 0–1            | 09:19 – Trakht (Merezhko, Peresunko) (PP)            |                  | Játékvezetők: Adam Bloski Richard Magnusson Vonalbírók: Shawn Oliver John Rey |
| | 0–2            | 30:56 – Trakht (Sysak, Peresunko)                    |                  | Játékvezetők: Adam Bloski Richard Magnusson Vonalbírók: Shawn Oliver John Rey |
| | 0–3            | 53:54 – Denyskin (Pangelov-Yuldashev, Merezhko) (PP) |                  | Játékvezetők: Adam Bloski Richard Magnusson Vonalbírók: Shawn Oliver John Rey |
| Noreika (Krakauskas, Ališauskas) (PP, EA) – 57:11 | 1–3            |                                                      |                  |                                                                               |
| | 1–4            | 57:51 – Peresunko (EN)                               |                  |                                                                               |